# Třebouň

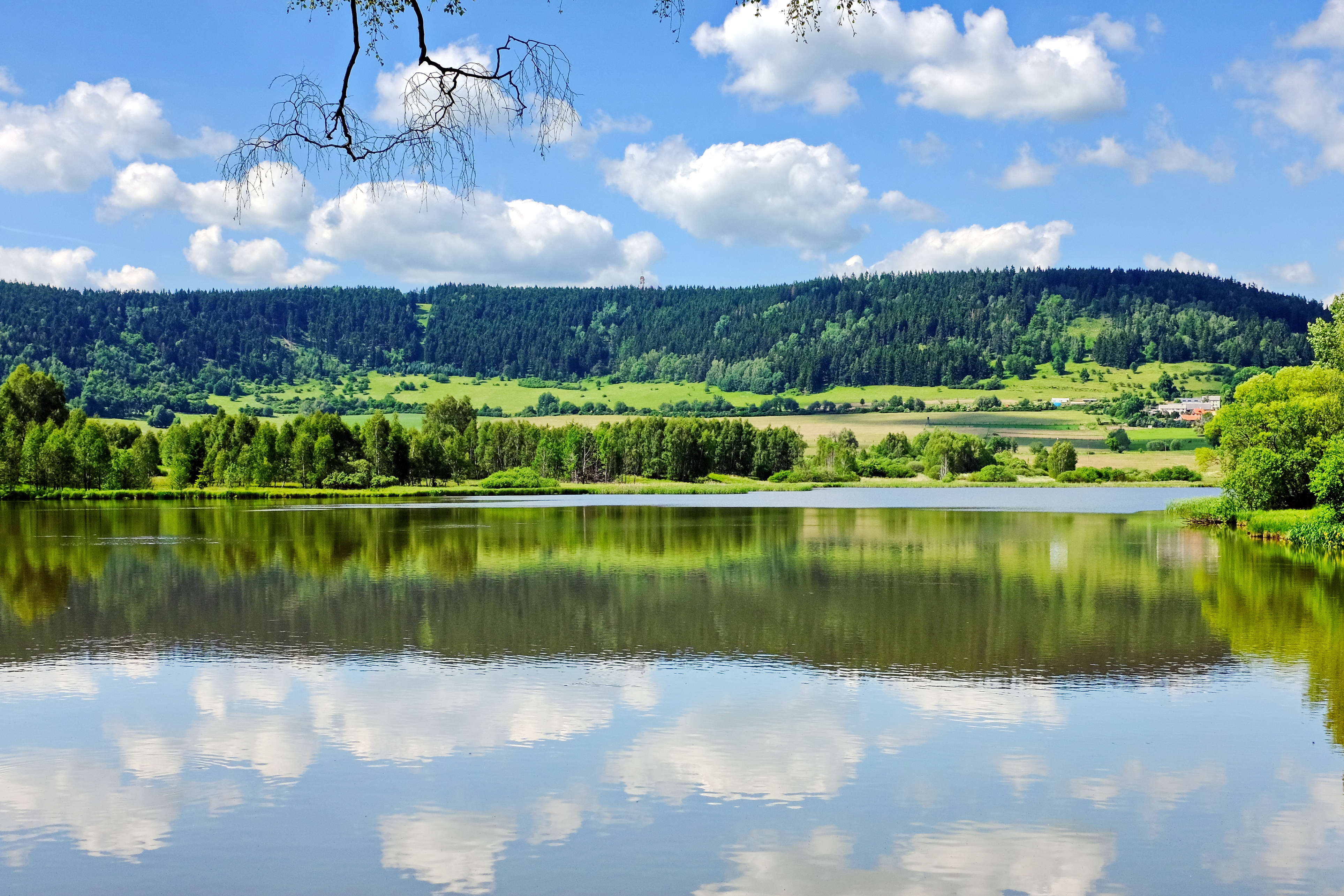
Tscheboner Berg (Blick vom Blažejský Teich)

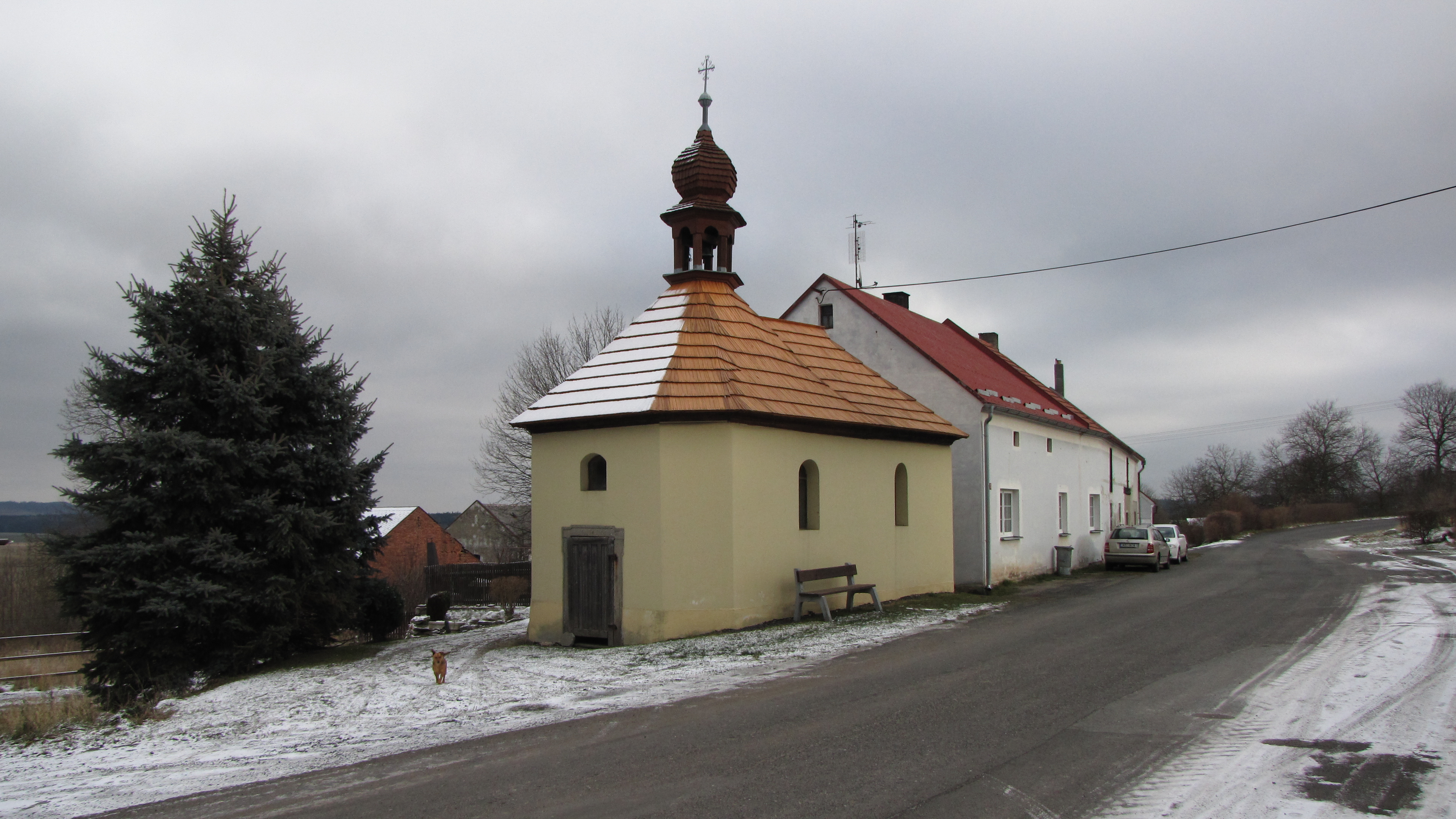
Örtliche Kapelle

Třebouň (deutsch Tschebon) ist eine Siedlung in der Stadt Toužim (Theusing) im Okres Karlovy Vary (Bezirk Karlsbad). Der Ort liegt rund 4 km südlich von Theusing auf einer Höhe von rund 691 m. Die Gemarkung umfasst etwa eine Fläche von 6,997 km². Třebouň liegt am nordöstlichen Fuß des 824 m hohen Tscheboner Berges (tschechisch Třebouňský vrch).

## Geschichte
Erstmals erwähnt wurde Tschebon 1284. 1945 war Tschebon eine eigene Gemeinde im Landkreis Tepl. Die Einwohnerzahl betrug 2011 90. Die anderen Zahlen stammen von der Internetseite der Stadt.
| Jahr      | 2010 | 2011 | 2015 | 2020 |
| --------- | ---- | ---- | ---- | ---- |
| Einwohner | 100  | 90   | 108  | 108  |
| Häuser    | 55   |      | 56   | 58   |

## Belege
1. ↑  Landkreis Tepl | Deutsche in Böhmen & Mähren. Abgerufen am 18. März 2024.
2. ↑  STATISTICKÝ LEXIKON OBCÍ ČESKÉ REPUBLIKY 2013 Podle správního rozdělení k 1. 1. 2013 a výsledků sčítání lidu, domů a bytů k 26. březnu 2011 Zpracoval Český statistický úřad ve spolupráci s Ministerstvem vnitra ČR. (PDF) 1. Januar 2013, S. 276, abgerufen am 16. März 2024 (tschechisch).
3. ↑  Třebouň - Třebouň - Oficiální stránky města Toužim. Abgerufen am 19. März 2024.